# Бразильський інститут географії і статистики
Бразильський інститут географії і статистики (порт. Instituto Brasileiro de Geografia e Estatística, IBGE) — національний орган статистики Бразилії, урядове агентство, що відповідає за збір та публікацію статистичної, географічної, картографічної, геодезічної інформації та інформації про довкілля країни. Кожні 10 років IBGE проводить національний перепис населення, збираючи інформацію про віковий та етнічний склад населення, дохід, освіту, місце роботи та рівень гігієни.